# Palau de Mogoșoaia
Palau de Mogoșoaia (en romanès: Palatul Mogoșoaia, pronounced [paˈlatul moɡoˈʃo̯aja]) es troba a uns 10 quilometres (6.2 mi) de Bucarest (Romania). Va ser construït entre 1698 i 1702 per Constantin Brâncoveanu en el qual s'anomena l'estil renaixentista romanès o l'estil brâncovenesc. El palau porta el nom de la vídua del boiar romanès Mogoș, propietària del terreny on es va construir.

## Història

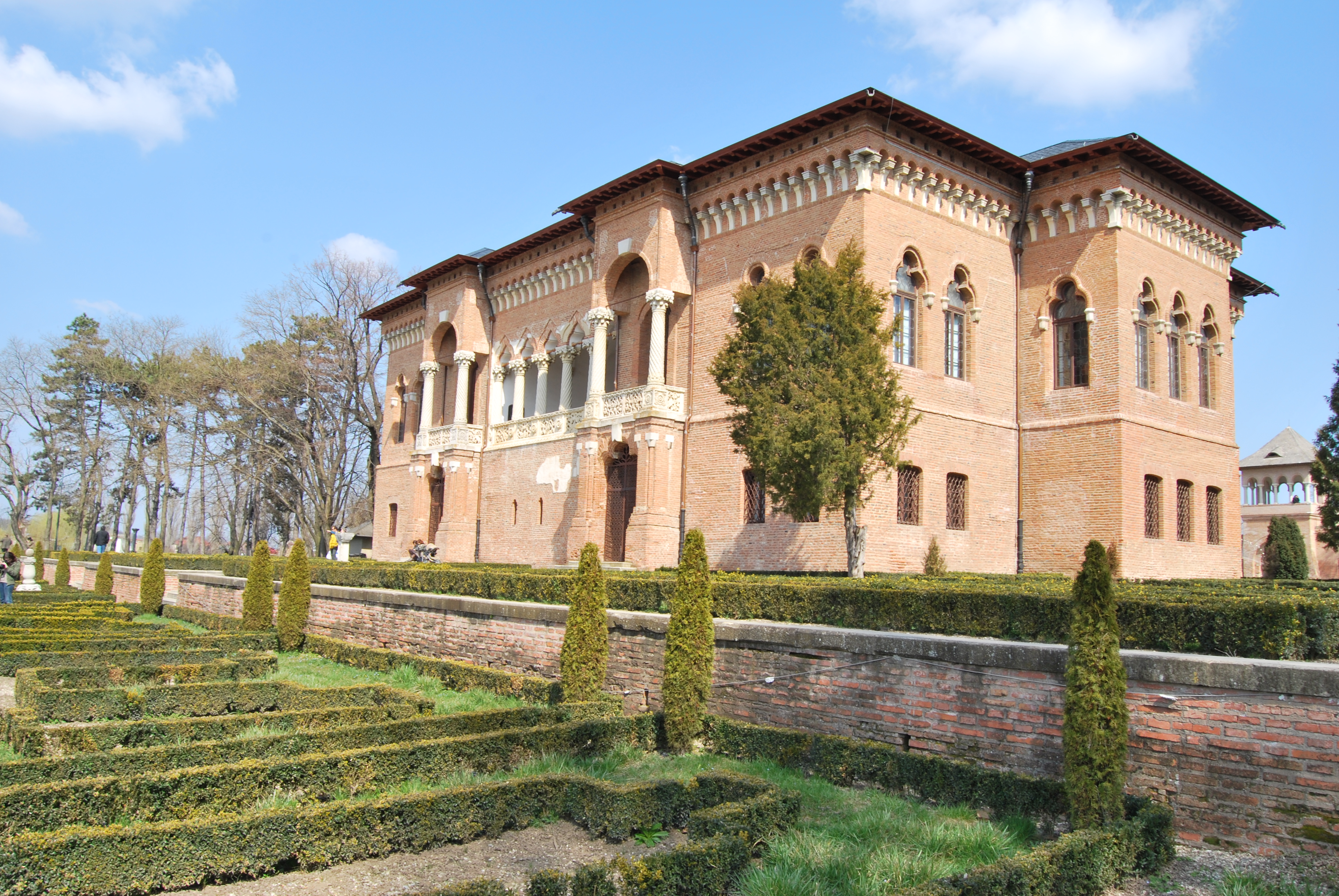

Després de 1714, quan Constantin Brâncoveanu va ser executat amb tota la seva família a Constantinoble, tota la riquesa de la família va ser confiscada pels otomans i el palau es va convertir en una fonda. Rebet pel príncep Ștefan Cantacuzino, el va retornar al net de Brâncoveanu Constantin, i va romandre amb la família fins a principis del segle xix.
El palau va ser devastat pels otomans durant la guerra russo-turca de 1768-1774. Més tard va ser concedit pel príncep Grigore a la seva filla, Zoe Mavrocordat, que s'havia casat amb George D. Bibescu, príncep sobirà de Valàquia. El palau va romandre a la família Bibescu i va ser renovat per Nicolae Bibescu.
El novembre de 1916, durant la campanya romanesa de la Primera Guerra Mundial, el palau de Mogosoaia va ser bombardejada pels alemanys forces aèries. Comprat a Marie-Nicole pel seu cosí (i cap de la casa princesa), el príncep George Bibesco, el Palau es va lliurar a la seva dona, la princesa Martha. Més tard, també li va cedir la terra. Martha va gastar la seva fortuna privada per a la reconstrucció. A finals dels anys 20 i 30, el palau es va convertir en el lloc de trobada dels polítics i de l'alta societat internacional. Quan el príncep Jordi va morir el 1941, va ser enterrat a la petita i blanca església del 1688 situada al recinte del Palau.

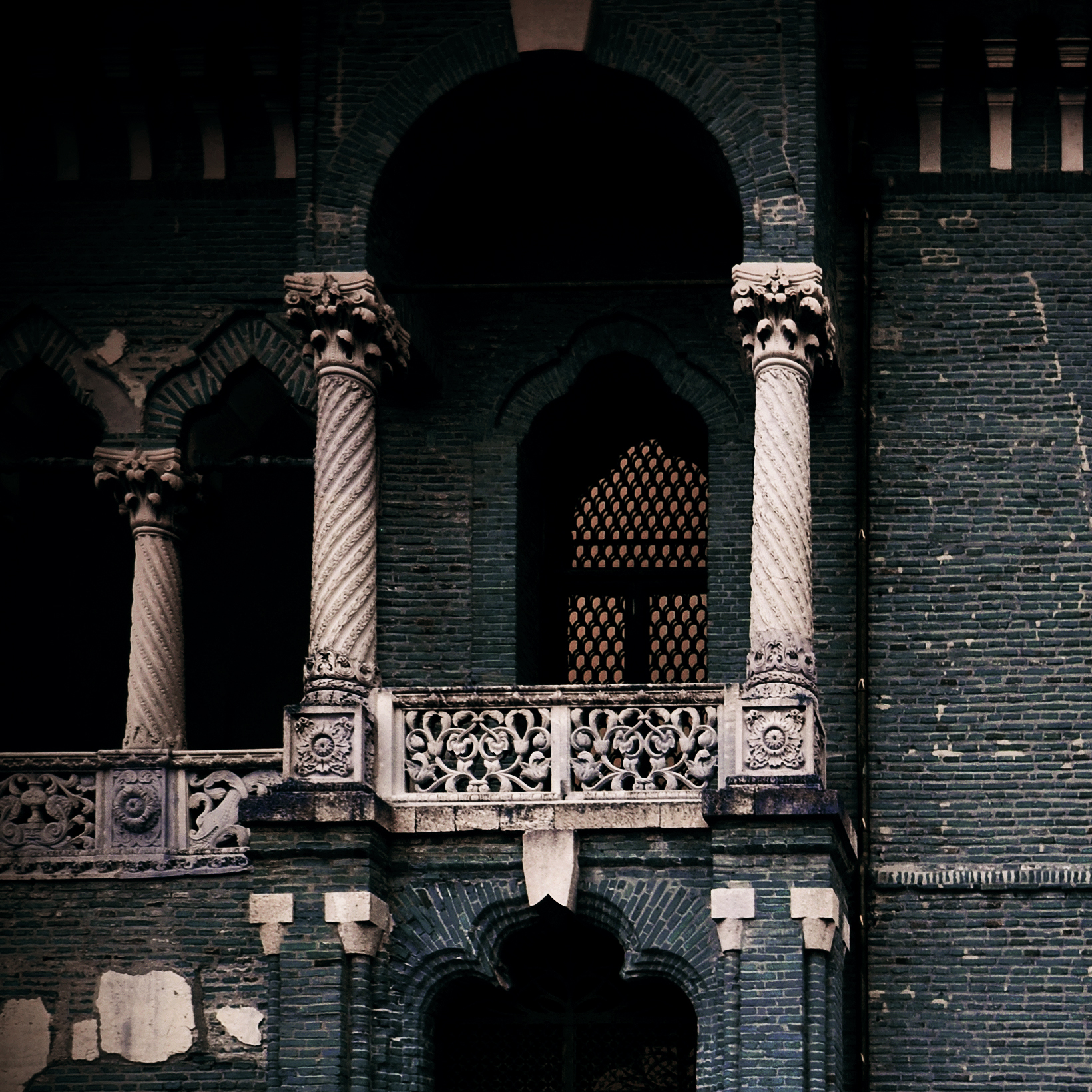
Estil arquitectònic brâncovenesc

Durant la Segona Guerra Mundial, el príncep Antoine Bibesco (cosí de George Bibesco) i la seva dona Elizabeth Bibesco es van negar a fugir del país. Quan Elizabeth va morir de pneumònia el 7 d'abril de 1945 va ser enterrada a la volta de la família Bibesco als terrenys de Mogoșoaia. Ni el marit d'Elizabeth Bibesco, Antoine, ni l'esposa de George Bibesco, Martha, no van poder ser enterrats al seu costat, ja que tots dos van morir durant el règim comunista. Després de 1945, el palau fou nacionalitzat per la força per les autoritats comunistes i els propietaris, Valentina i Dimitrie Ghika-Comănești, foren arrestats. Algunes de les seves precioses col·leccions d'art van desaparèixer durant aquest període. El 1957, finalment, es va convertir en un museu. El Palau és ara una destinació turística popular, però, tot i que els jardins i els jardins són bonics, l'interior del mateix palau està en fase de reconstrucció i actualment alberga un museu i una galeria d'art (Muzeul de Artă Brâncovenească).

## Galeria

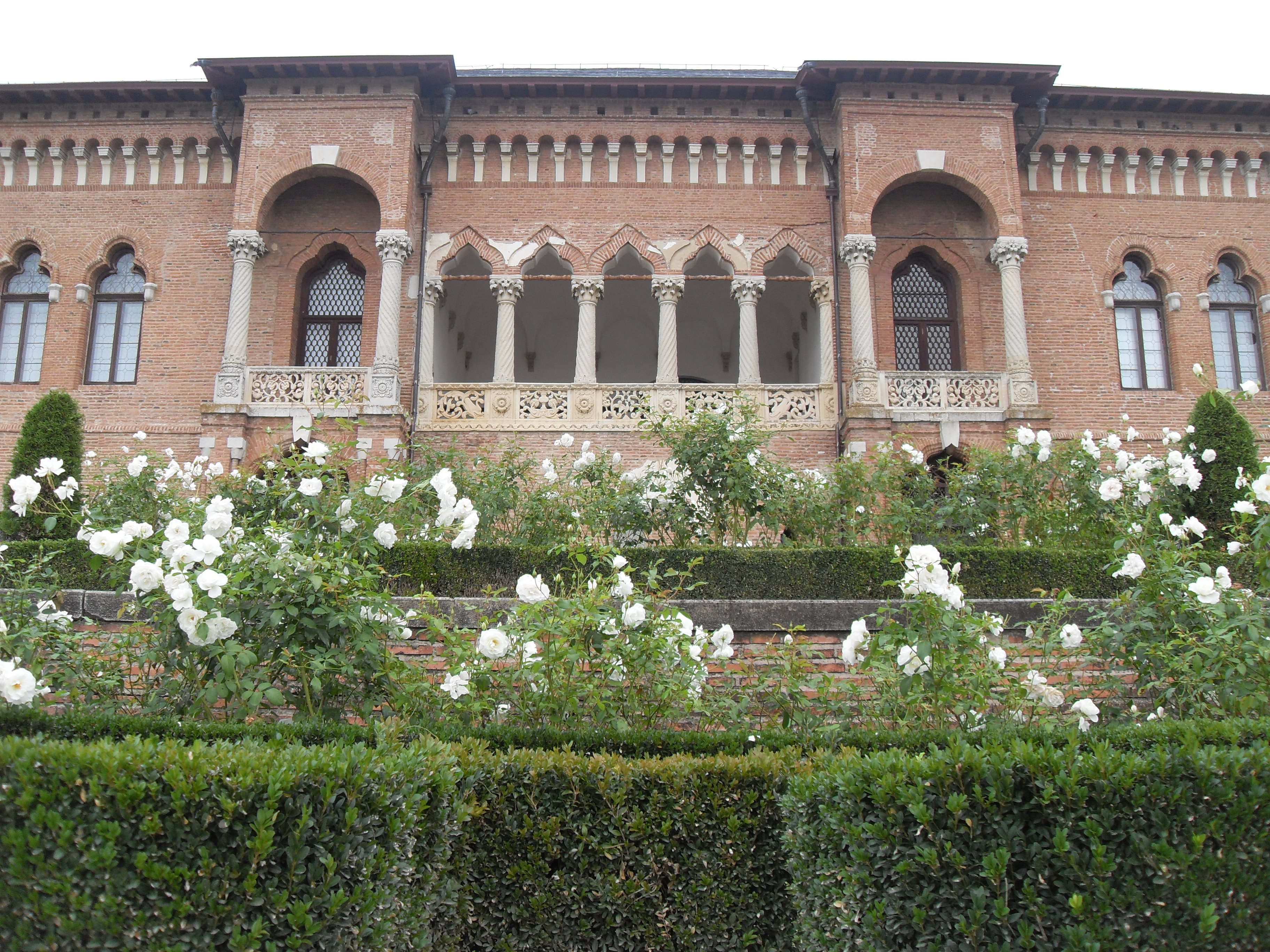
Vista des del jardí
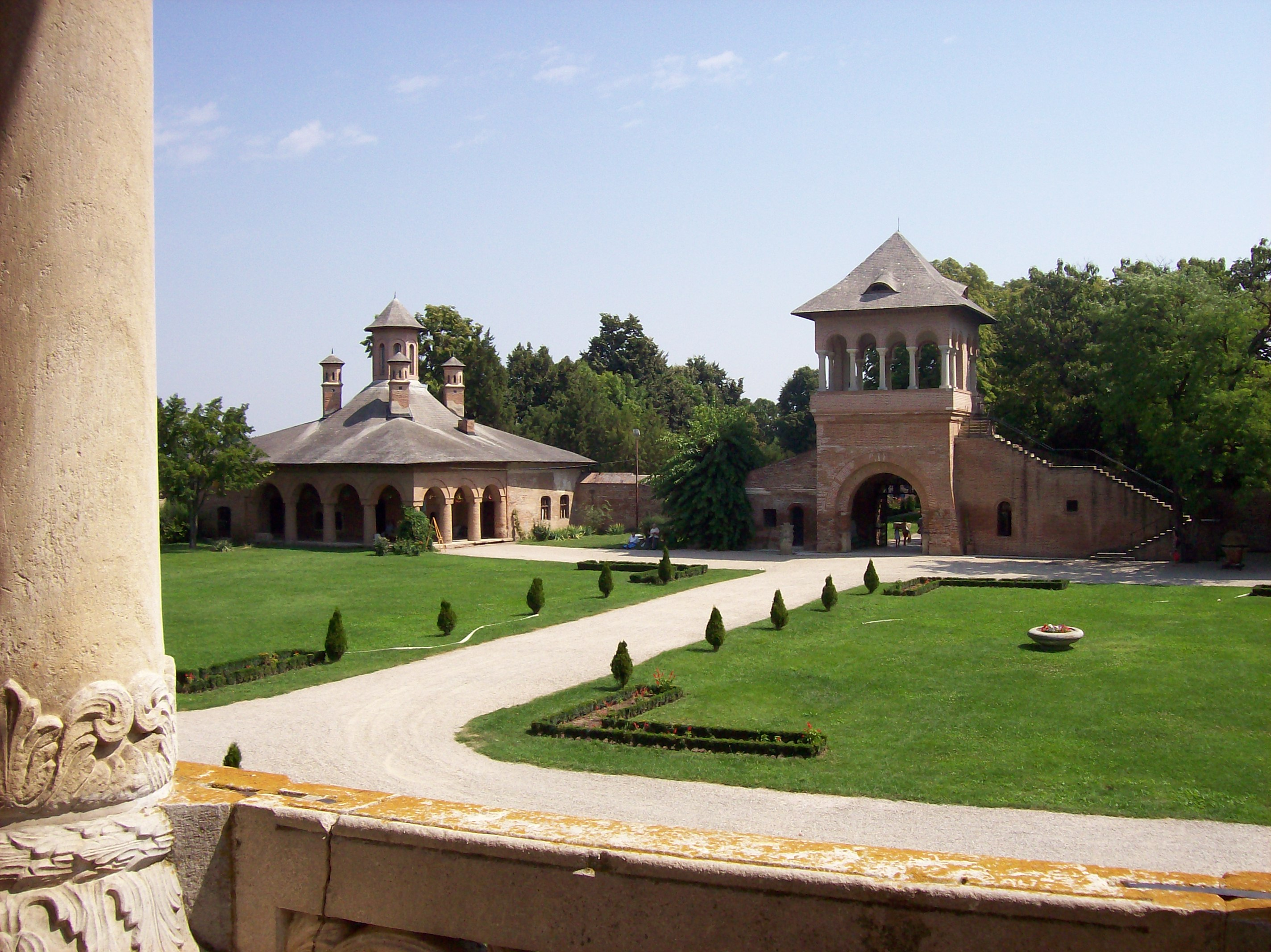
Vista de l'entrada
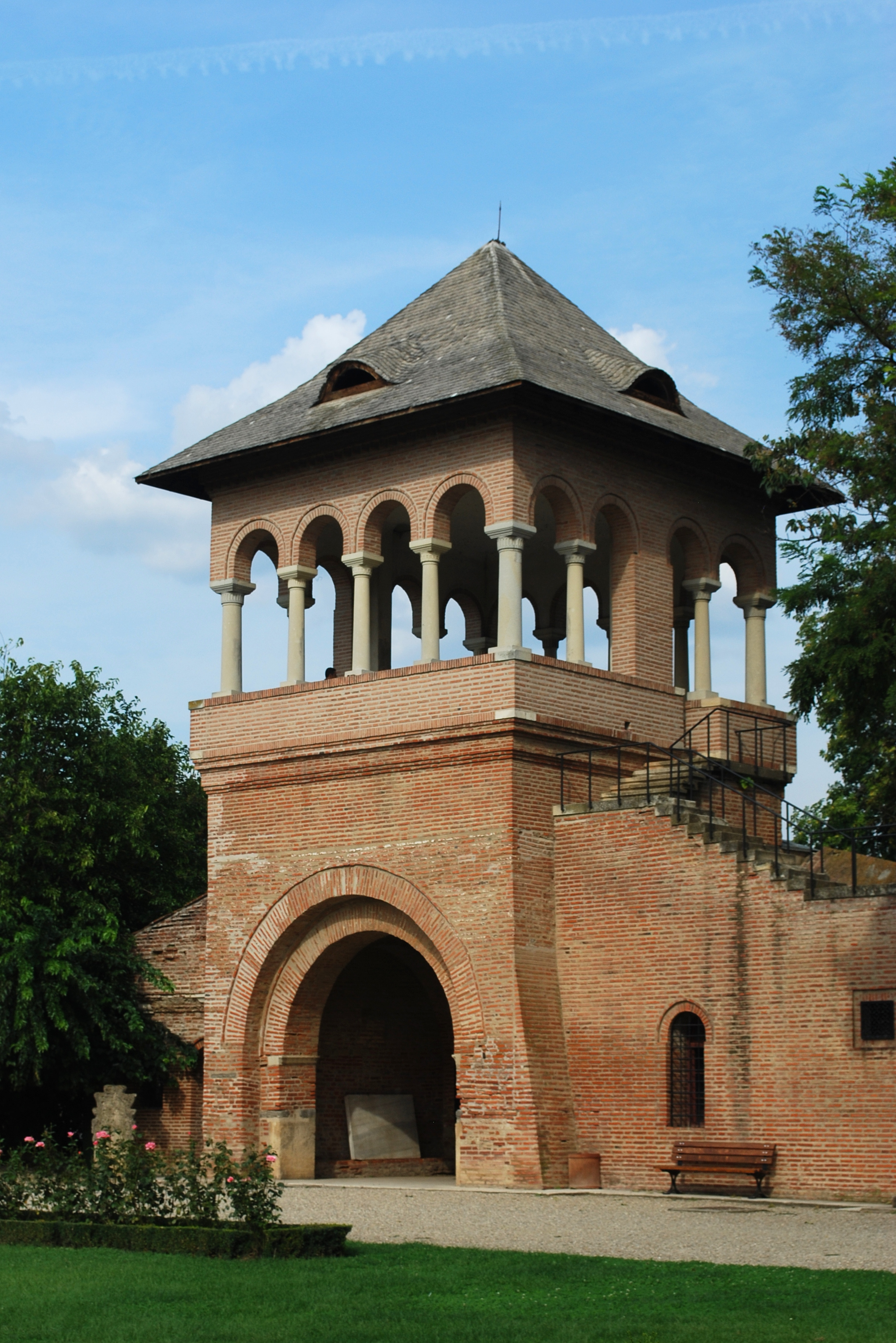
Palau de vigilància
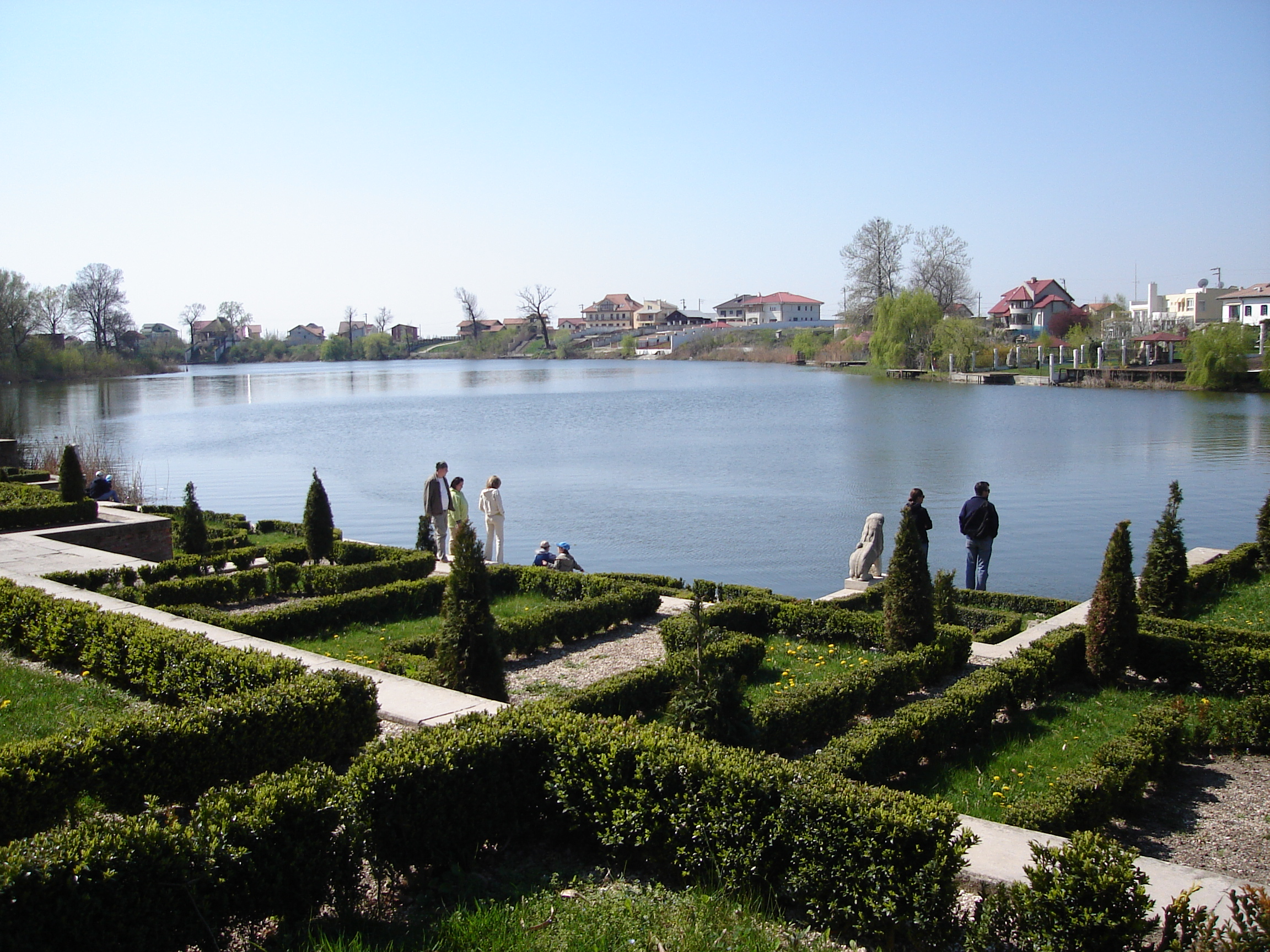
Parc i jardí
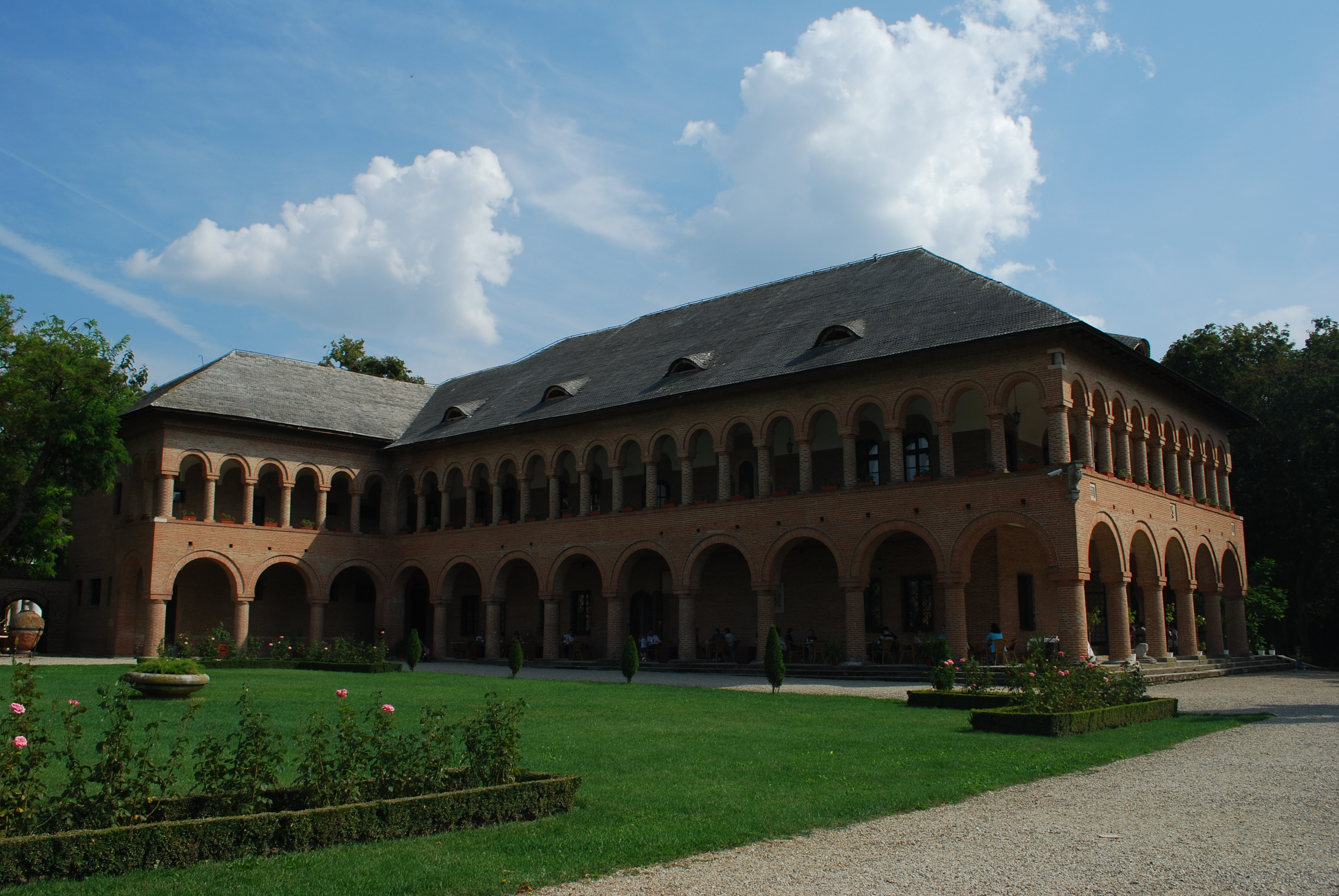
Casa dels convidats
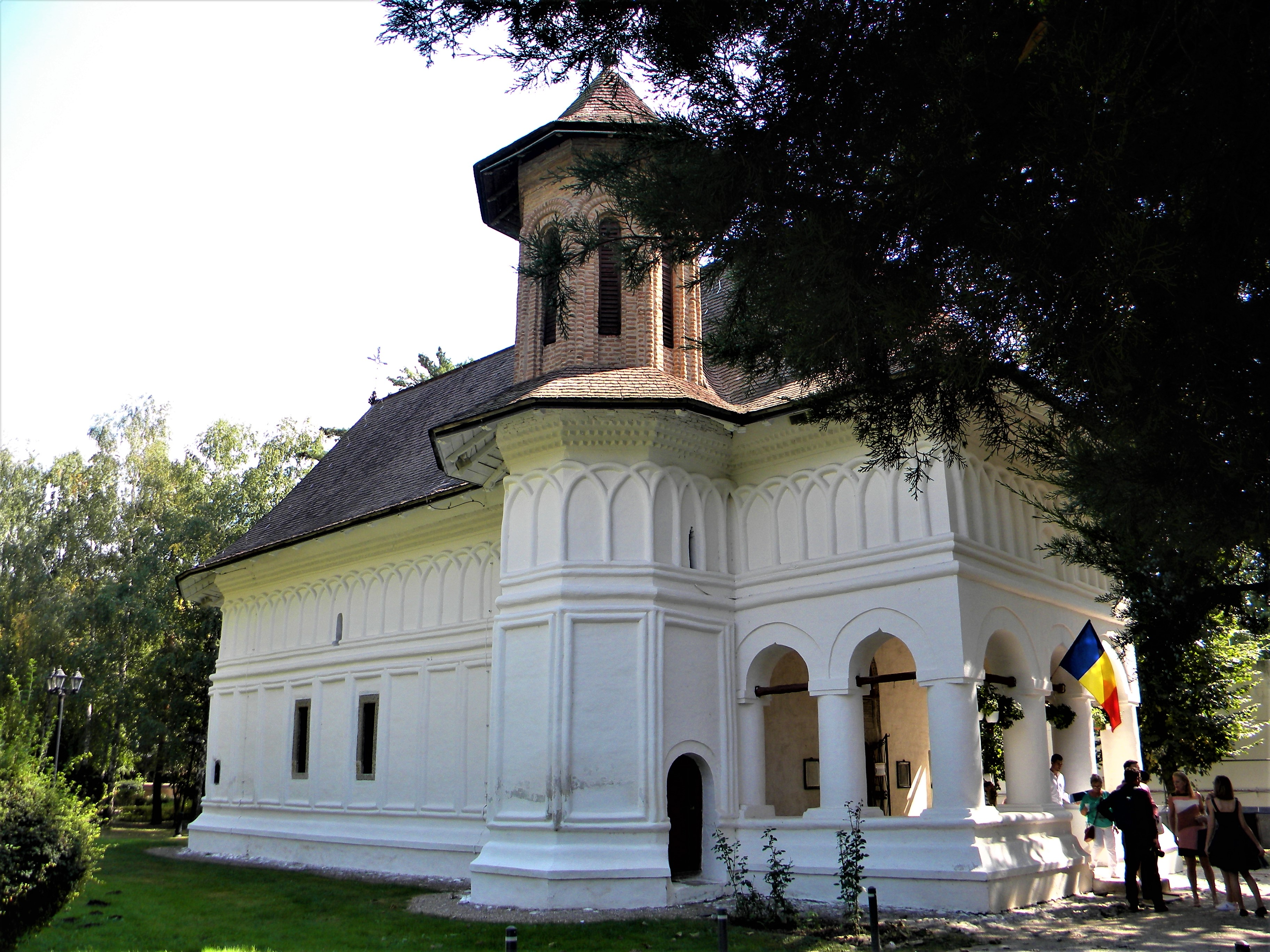
Església de Mogoșoaia
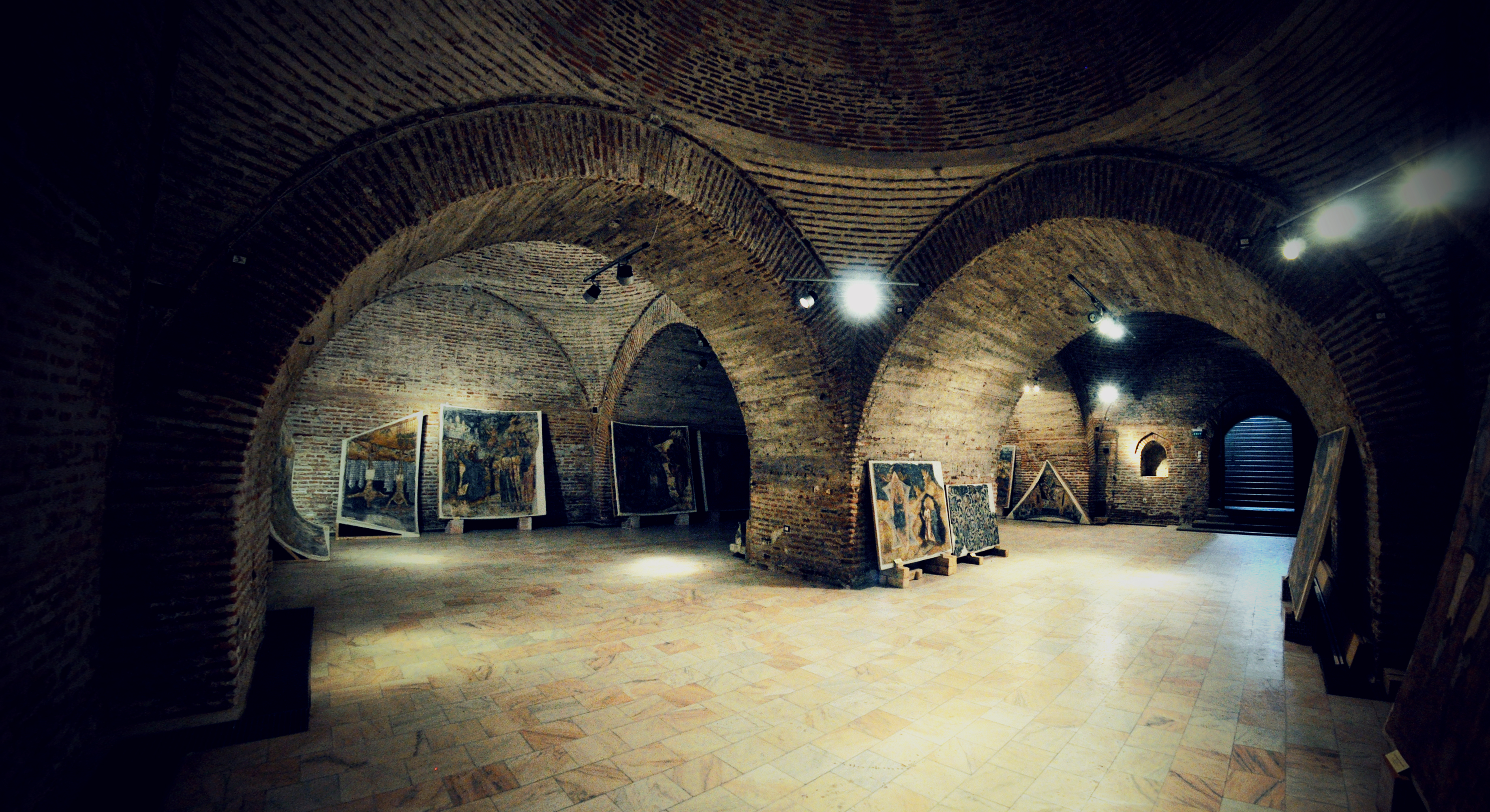
Palau de Mogoșoaia
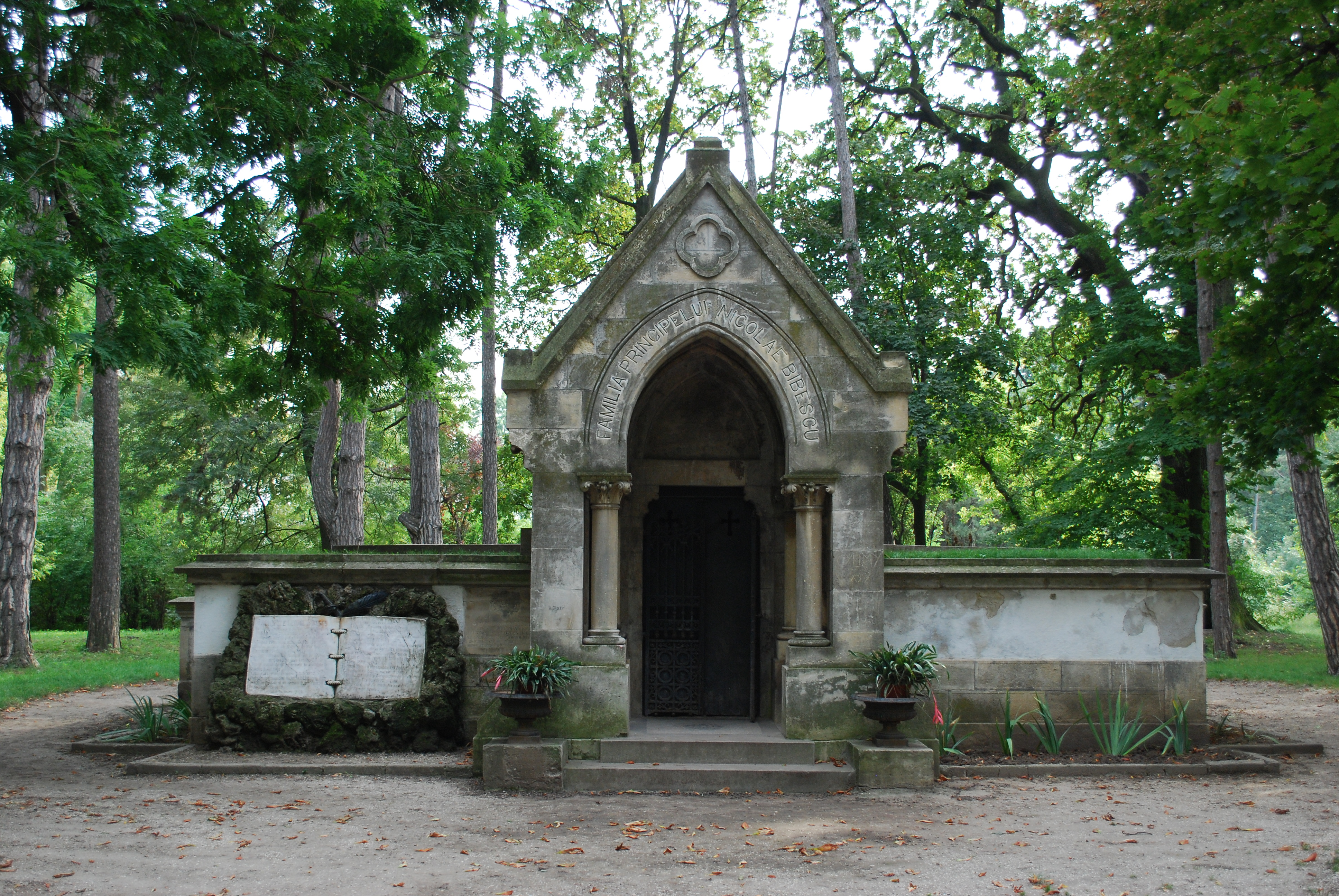
Tomba de la família Bibescu
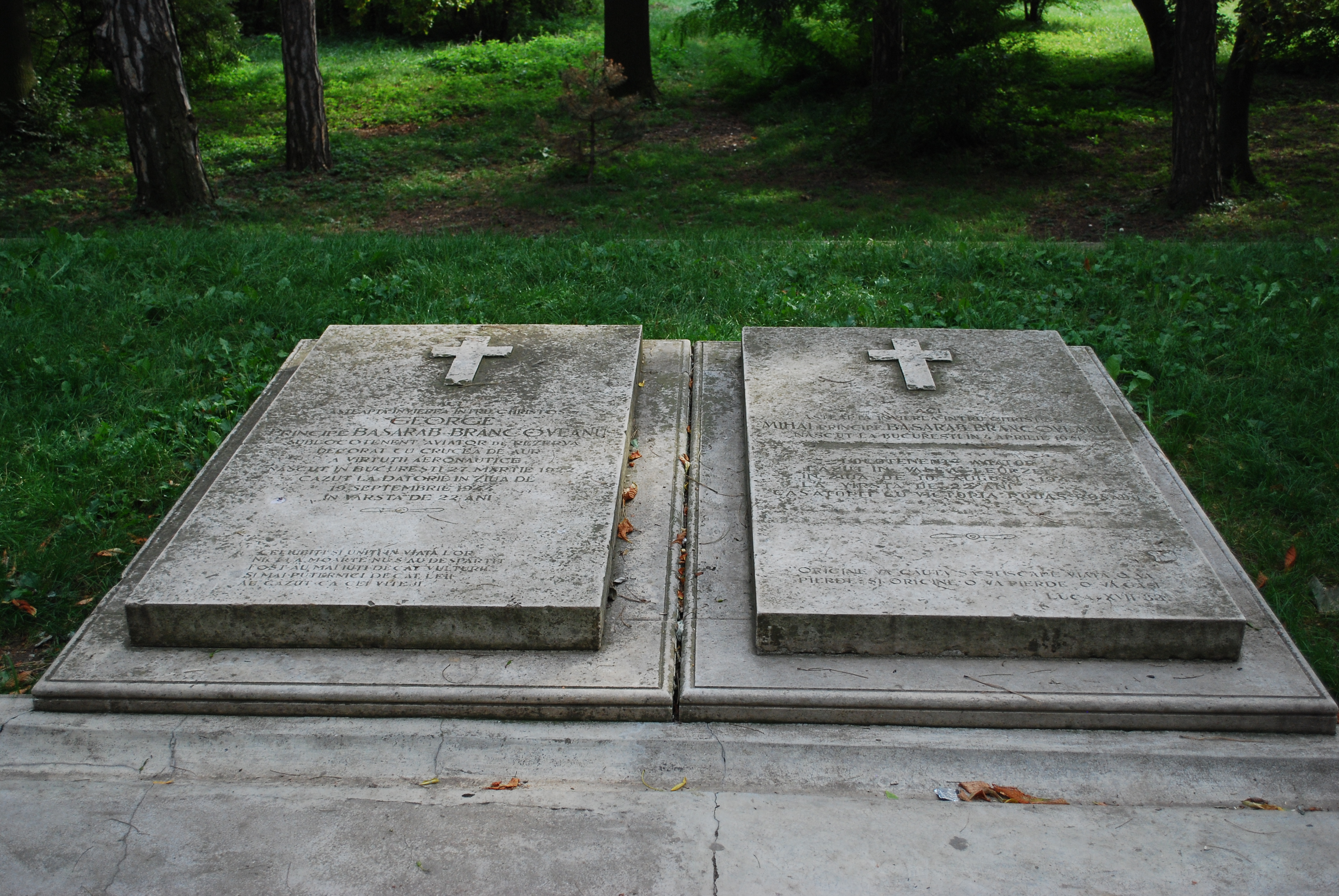
Tombes d'en Mihai i George Bibescu
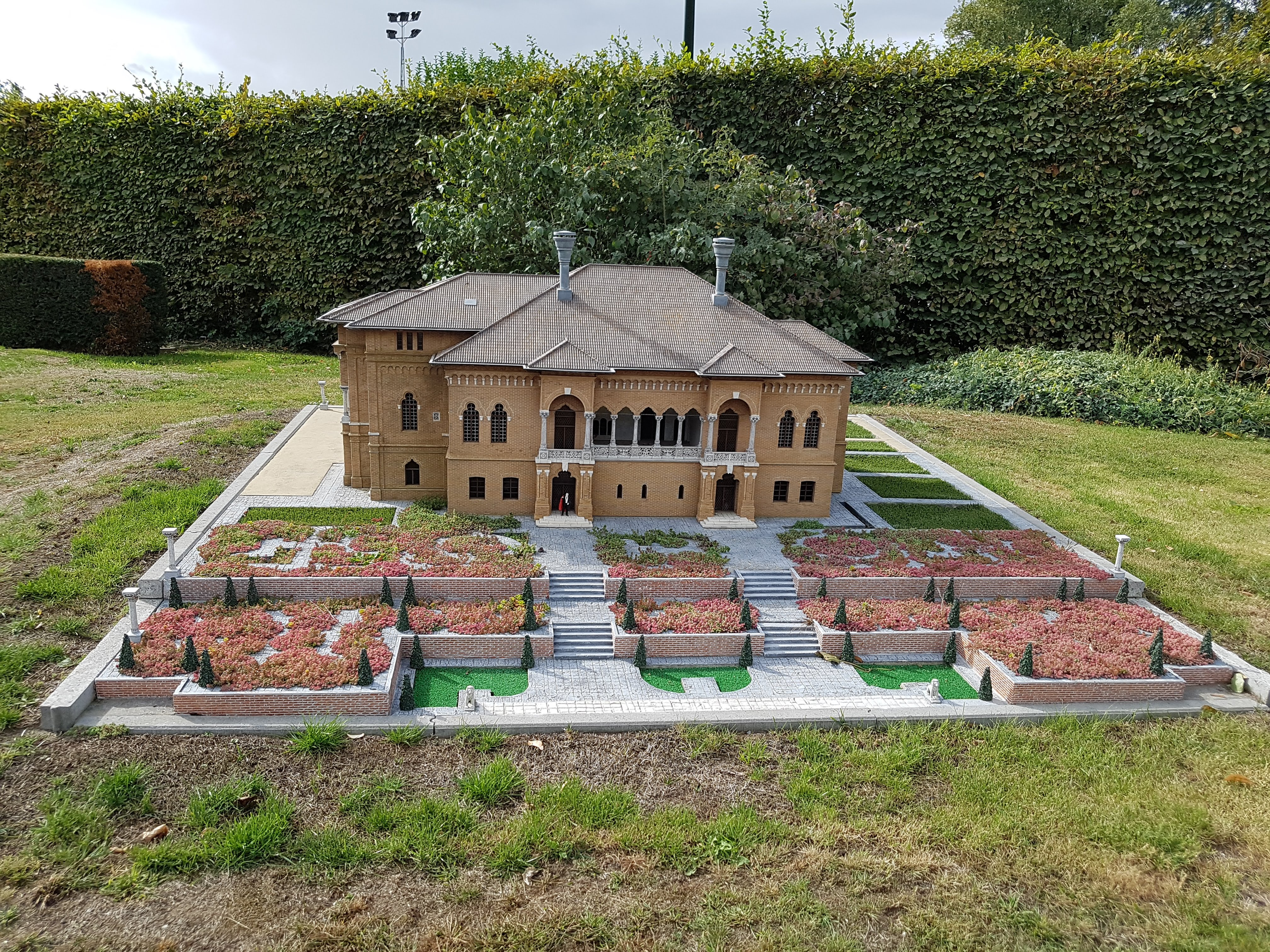
Miniatura del Palau de Mogoșoaia a miniEuropa